# Tom Laperche
Pour les articles homonymes, voir Laperche.
Tom Laperche, né le 24 juin 1997 à Loudéac (Côtes-d'Armor), est un skipper français.
À partir de 2024, il succède à François Gabart à la barre du Maxi trimaran SVR-Lazartigue.

## Biographie
Tom Laperche est né le 24 juin 1997 à Loudéac. Aîné d'une famille de deux enfants, sa mère est pharmacienne et son père est Philipe Laperche, dentiste et navigateur, ayant participé quatre fois à la Solitaire du Figaro. Il est aussi le petit-fils du marin Loïc Sparfel.
Il est diplômé en génie mécanique à l'université de technologie de Compiègne.

### Carrière sportive
Il commence la voile à l'âge de cinq ans avec son père et son frère Mathieu.
En 2022, il gagne la 53e édition de la Solitaire du Figaro et obtient son deuxième titre de champion de France de course au large.
En 2023, il participe avec François Gabart à la transat Jacques Vabre à bord du Maxi trimaran SVR-Lazartique. Après une course au coude à coude avec le Maxi trimaran Banque populaire XI, il finit deuxième en Martinique, derrière le duo Armel Le Cléac'h-Sébastien Josse,.
En janvier 2024, il prend part à la première édition de l'Arkéa Ultim Challenge avec le Maxi trimaran SVR-Lazartigue. Alors qu'il bataille pour la 1re place pendant les onze premiers jours de course, il heurte un OFNI le 18 janvier. Il est contraint de se dérouter vers Le Cap, pour expertiser les dégâts sur le puits de dérive et la voie d'eau générée. Il abandonne officiellement le 29 janvier au vu de l'importance des travaux de remise en état de course,.

## Palmarès
- 2008 :
  - champion du monde d'Open Bic en Open 5.70 et planche à voile[1],[7]
- 2020 :
  - vainqueur de la Solo Maitre Coq
  - 3e de la Solitaire du Figaro
  - 2e au championnat de France de course au large
- 2021 :
  - vainqueur du championnat de France de course au large
  - vainqueur de la Solo Maitre Coq
  - 2e sur 5, de la Transat Jacques-Vabre avec François Gabart en classe Ultime, sur SVR-Lazartigue, en 16 j 9 h 46 min 11 s
  - 3e de la Solitaire du Figaro
- 2022 :
  - vainqueur du championnat de France de course au large
  - vainqueur de la Solitaire du Figaro
- 2023 :
  - 2e sur 5, de la Transat Jacques-Vabre avec François Gabart en classe Ultime, sur SVR-Lazartigue, en 14 j 15 h 5 min 55 s
- 2025 :
  - vainqueur sur 5 inscrits de l'Armen Race avec Erwan Le Draoulec et Tanguy Le Turquais sur Lazare en 1 jour 7 h 10 min 19 s[8]
  - vainqueur de la Fastnet Race sur SVR-Lazartigue avec Amélie Grassi, Antoine Gautier, Émilien Lavigne, Franck Cammas et Peter Burling, en 1 j 17 h 18 min 4 s